# Stefan Utsch
Stefan Utsch (* 27. August 1896 in Brachbach; † 16. Dezember 1978 in Boppard) war ein deutscher Schriftsteller.

## Leben
Stefan Utsch war ein Bruder des Schriftstellers Rudolf Utsch. Er nahm am Ersten Weltkrieg teil und war seit 1929 als freier Schriftsteller tätig. Seit 1934 lebte er mit seiner Familie in Boppard am Rhein. Utsch trat zu einem nicht bekannten Zeitpunkt vor 1935 der NSDAP bei, die er angeblich verlassen musste, nachdem er mit den Parteibeiträgen in Rückstand geraten sei. Utsch war Heimatautor: Ein Großteil seiner Schriften ist im regionalen Raum (Siegerland, Rheinland) angesiedelt. Viele mindestens seiner zahlreichen in den NS-Jahren erschienenen Publikationen vertreten völkisch-nationalistische Inhalte, manche sind antifranzösisch und kriegspropagandistisch wie die Schrift Todesurteil in Tours 1917. Aufzeichnungen des deutschen Kriegsgefangenen 389, die 1940 – in der Zeit des Kriegs gegen Frankreich – als Buch in einem Nebenverlag des Zentralverlags der NSDAP erschien. Bereits 1934 war sie in Tageszeitungen der NSDAP als Serie publiziert worden. Andere Schriften waren militant antikommunistisch (Im Lande der Roten, Freiburg i. Br. 1936; Unter roten Wölfen, Dülmen 1937). Ein Erfolgsroman wurde Erz (1941). Er erfuhr "sehr positive" Reaktionen in NS-Medien. Die NS-Propagandainstanzen sahen vor, Erz durch die UFA zu verfilmen. Das Vorhaben konnte durch den Zusammenbruch des NS-Regimes nicht abgeschlossen werden.
Nach dem Ende des Regimes kam die Behauptung auf, Utsch sei einem Schreibverbot ausgesetzt gewesen. Belege dafür liegen nicht vor. 1952 gründete er die Freilichtbühne am siegerländischen Naturdenkmal "Druidenstein" in Kirchen (Sieg), wo bis in die Sechzigerjahre Theateraufführungen stattfanden. 1972 wurde Utsch mit dem Bundesverdienstkreuz am Bande ausgezeichnet. Vor einigen Jahren gab es mehrere Neuauflagen einzelner Schriften in Kleinstverlagen. Einige seiner Publikationen wurden in Programme des neonazistischen Versandhandels aufgenommen.
2012 wurde in Boppard in den Oberen Rheinanlagen ein Denkmal für Utsch gesetzt.
Selbstaussage:
"Daß diese Opfer nicht umsonst gebracht sind, zeigt der gewaltige Zug der nationalen Erhebung, die mit ungeahnten Wellen durch unser Volk geht." (Todesurteil in Tours 1917, S. 198)

## Schriften
- Auf neuen Wegen, Köln 1931
- Der Druide und seine Opfer, M'Gladbach 1934
- Kapitän Crottorf kämpft auf Sumatra, Leipzig 1935
- Im Lande der Roten, Freiburg i. Br. 1936
- Knappe in Not und andere Erzählungen, Berlin [u. a.] 1937
- Licht in dunklen Gassen, Dülmen 1937
- Unter roten Wölfen, Dülmen 1937
- Brüder, Recklinghausen 1939
- Junge Liebe am alten Rhein, Berlin 1939
- Die Feindschaft, Recklinghausen 1940
- Todesurteil in Tours 1917, Berlin 1940
- Erz, Bremen 1941
- Zwei auf einer Insel, Koblenz 1943
- Das Feueropfer, Bremen [u. a.] 1947
- Fünf Minuten nach Zwölf, Andernach 1954
- Das unvergeßliche Gesicht, Hamburg-Wandsbek 1955
- Der Engel von Harlem, Friedberg b. Augsburg 1956
- Varus und Arminius, Herkersdorf-Offhausen 1957
- Paavo Heikura, München 1958
- Magda, Kaldenkirchen/Rhld. 1963
- Als die Sterne dunkel wurden, St. Augustin üb. Siegburg 1964
- Das Haus am Mount Mitchell, Regensburg 1966
- Gräfin Potocki, Betzdorf/Sieg 2008